# WWE SmackDown vs. Raw 2010
WWE SmackDown vs. Raw 2010 (сокращённо — WWE SvR 2010) — компьютерная игра, разработчиком которой является Yuke’s, издателем — THQ. Игра была выпущена для PlayStation 2, PlayStation 3, PlayStation Portable, Wii, Nintendo DS, Xbox 360, а также для мобильных систем. Это одиннадцатая компьютерная игра из серии WWE, являющаяся продолжением WWE Smackdown vs. Raw 2009, и продолженная игрой WWE SmackDown vs. Raw 2011. Игра вышла в продажу 20 октября 2009 года в США, 23 октября того же года — в Европе. Как и предыдущие части, носящие схожие названия, игра является симулятором рестлинга.
Основой игре служит федерация профессионального рестлинга — World Wrestling Entertainment (WWE). Даже название игры содержит названия двух брендов промоушена — SmackDown и Raw. В игре также присутствует третий, ныне несуществующий, бренд — ECW. WWE SmackDown vs. RAW 2010 базируется на симуляции матчей, проводящимися между рестлерами ростера WWE и персонажами, созданными в режиме «Создай Суперзведу/Рестлера» (англ. «Create a Superstar»). К слову, этот режим был сильно изменён в сравнении с предыдущей игрой серии — для консолей PlayStation 3 и Xbox 360 был добавлен «Paint Tool» — режим, в котором можно создать свою собственную эмблему и позже применить к созданному рестлеру. Появился режим создания своих собственных историй, где игроки могли создать сцену с участием любых рестлеров.
Эта игра стала первой, появившейся в iPhone App. Датой релиза для iPhone стало 23 декабря 2009 года. Но уже в июне 2010, игра была удалена из App Store.

## Геймплей

### Режимы создания

Демонстрация создания сценария в режиме «Story Designer».

Игрой были представлены новые или тотально изменённые творческие режимы, которые дополняли режимы из прошлых игр серии — «Create a Superstar» и «Create an Entrance». Одним из таких стал обновленный режим Создания Сюжета «WWE Story Designer», где игрок мог создать свои собственные истории, действие которых могло происходить на еженедельных шоу (Raw, SmackDown или ECW), а также на PPV и могло включать в себя сюжетные линии, сценарии, бои. Гибкость создания давали более ста различных анимаций и 25 различных мест для воплощения своих идей — от арены до парковки. Субтитры могли быть написаны с помощью контроллера или через USB-клавиатуру. Несмотря на то, что предыдущие части серии также имели такой режим, в новой части игроку давалось гораздо больше свободы и управления — игрок мог сам выбирать, сколько будет длиться сюжетная линия, сколько рестлеров или Див будет задействовано, и где, собственно, будет иметь место развитие сюжета. Более разнообразным стало управление матчем — игрок может выбирать тип матча, настраивать условия победы. Игрок мог использовать в историях своих созданных персонажей, внедрять их в сюжеты, матчи и сценарии существующих рестлеров компании. В версии для Xbox 360 и PlayStation 3 игроки имели возможность создать полноценную сюжетную линию — для этого им давалось в общем 500 сегментов — 450 матчей и 50 сценариев, которые они могли построить друг за другом. В то же время, версии для Wii, PlayStation Portable и PlayStation 2 имели всего 55 сегментов. Свои лимиты имели и версии для консолей нового поколения — Xbox 360 и PS3 могли использовать всего десять созданных персонажей в одном сюжете.
Режим «Создай Рестлера» тоже претерпел изменения в сравнении с предыдущей игрой серии. В основном изменения коснулись версии для Xbox 360 и PlayStation 3. Одним из изменений для этих консолей стала трехмерность одежды — в SmackDown vs. Raw 2009 одежда была как бы «наложена» на рестлера. В новой игре, одежда имела реалистичную коллизию и двигалась по телу с каждым движением рестлера. Нововведением также стала ускоренная загрузка меню в режиме. В новой части стало возможным применение 48 различных предметов к рестлеру. Кстати, каждому из созданных рестлеров стало возможным создать три дополнительных набора одежды. Новый творческий режим «Paint Tool» тоже был применен в режиме Создания — игрок мог создать татуировку или логотип и применить к созданному персонажу. В дополнение к режиму «Создай Рестлера», для платформ Xbox 360 и PS3 был введен ещё один режим создания под названием «Superstar Threads» — здесь игрок мог создать до трех различных наборов раскраски одежды для каждого из существующих рестлеров WWE. В то же время, версия для PlayStation 2 не сильно изменилась по сравнению с предыдущей — было добавлено несколько предметов одежды, но в целом, все осталось так, как и было.
Развитие способностей созданного рестлера было упрощено — теперь созданный персонаж получал опыт в каждом матче — от регулярного матча до использования в сюжете в режиме «Дорога на WrestleMania» (англ. «Road to Wrestlemania»). Исход каждого матча давал различные очки опыта — если рестлер много передвигался по арене, с большей вероятностью он получит несколько очков выносливости. Для каждого рестлера, созданного или существующего, существуют специальные специальные навыки. Они могли быть применены в режиме «Создай Набор Действий» и включали в себя: усиленные атаки, акробатические навыки и многое другое.
Режим «Создай Завершающий Прием» (англ. «Create a Finisher») был также дополнен 30-ю процентами нового контента. В WWE SmackDown vs. Raw 2010 игрок мог создать больше акробатических завершающих приёмов, а также настроить их
Вместе с новыми возможностями кастомизации, игроки могли обмениваться созданным контентом и оценивать его в сети в версиях для Xbox 360 и PlayStation 3. Изменился и режим Highlight Reels — теперь повторы знаменательных моментов записывались после каждого матча, которые игрок мог посмотреть и сохранить. Кроме того, повторы стало возможно использовать как видео выхода для созданного рестлера. На PlayStation 3 режим повторов был дополнен возможностью заливать видео непосредственно на YouTube.
Ещё одним нововведением в игре стал режим противостояний. Эта опция позволяла игроку выбрать друзей или врагов любого рестлера. В свою очередь, друзья рестлера могли помочь тому в матче, а враги, соответственно, помешать.

### Матчи
В WWE SmackDown vs. Raw 2010 были представлены новые возможности и изменения в матчах. В игре был добавлен Тренировочный Зал THQ, в котором игрок мог потренироваться в использовании приёмов и других действий на ринге. Игрок мог выбрать для этого режима бойца себе и бойца противника. Во время тренировки игроку могли быть показаны более ста подсказок по механике боёв.
Впервые с релиза WWE SmackDown vs. Raw 2007 в игре появились мощные броски — игрок теперь мог выбирать между обычными и мощными. В игре появились новые позиции для приёмов: приёмы теперь можно было выполнять из-за канатов. Приёмы теперь исполнялись в зависимости от того, с какой стороны находится исполняющий — за спиной, спереди или сбоку.
С экрана была убрана большая часть обозначений и индикаторов. Из оставшегося можно отметить только полоску Momentum, а также появляющиеся в нужное время подсказки о коронных и завершающих приёмах Индикатором повреждений теперь стал сам рестлер — в зависимости от того, как он себя ведет, можно было увидеть, насколько повреждена та или иная часть его тела. Изменилась система вырывания из удержания — теперь игра использовала механизм из игры WWE Legend of WrestleMania, в которой для ухода от удержания нужно было заполнить полоску до нужной отметки, чтобы вырваться. Система перехватов упростилась — теперь для перехвата нужно было использовать лишь одну кнопку, но и лишь тогда, когда появляется подсказка.

Иллюстрация мини-игры во время ключевого момента матча Royal Rumble — борьба у канатов. Джон Сина пытается выбросить за ринг Рэнди Ортона

В игре появились новые типы матчей и условия для них. Впервые появился матч Championship Scramble, представленный на PPV от WWE — Unforgiven 2008 В игре так же появился смешанный командный матч. В версии для Nintendo DS был представлен матч с машиной скорой помощи. Серьёзные изменения претерпел матч Royal Rumble. Появились новые способы выбросить оппонента за ринг — к примеру, через угол ринга. Выбросить можно было как обычным способом (с помощью мини-игры, в течение которой игроку было необходимо нажимать нужные кнопки для успешного выполнения), так и с помощью финишера (завершающего приёма) Помимо всего, в игре появились новые локации за рингом — теперь их пять. На версии для DS матчи за рингом совершили свой дебют сразу с четырнадцатью разными локациями. Дивы теперь могли участвовать в любом из типов матчей, за исключением Royal Rumble — матчей, Hell in a Cell — матчей, Elimination Chamber — матчей, а также матчей «До первой крови».
Версия для Wii также претерпела изменения. Управление стало более похожим на управление на консолях PlayStation 3 и Xbox 360. Игра стала поддерживать контроллеры GameCube, Wii Remote и контроллер Wii Classic.
TOSE стала разработчиком игры для Nintendo DS. Изменения коснулись камеры, управления и скорости игры. Новой возможностью для DS стала система карточек. Накопив карточки, игрок мог использовать их — к примеру, разблокировать новые вещи для режима Create-a-Superstar, типы матчей или использовать эти карточки для действий на ринге (вызвать рестлера для вмешательства в матч).

## Ростер

Стив Остин в игре.

WWE SmackDown vs. Raw 2010 содержит 67 рестлеров и див на каждой консоли (за исключением Nintendo DS, версия для которой содержала всего 30 рестлеров, а также мобильной версии, содержащей 11 персонажей). Большая часть ростера была объявлена 16 сентября во время представления на GameSpot-шоу (в качестве приглашенных гостей были Миз, Ив Торрес и Ховард Финкель). Ростер был разделен на шесть подразделений — Raw, SmackDown, ECW, WCW, Члены Зала Славы и «свободные агенты». Игрок по-прежнему мог изменить ростер в режиме «Superstar Managment». Эта была также последняя игра, в которой присутствовал ныне умерший Умага. Эта была и остается единственной игрой, в которой модели из режима Create-a-moveset были играбельными.
Дополнительный персонаж, Стив Остин был добавлен в игру как DLC для PS3 и Xbox 360. Игрок мог активировать специальный код для открытия рестлера, а также купить его в Playstation Store за $0.99 или за 80 MSP в Xbox Live Marketplace. В этой игре в последний раз появились Джефф Харди, Мистер Кеннеди, Умага, Томми Дример, Карлито, Мария и Джесси в качестве играбельных персонажей. Дрю Ханкинсон (в игре — Фестус) появился в следующей игре серии в качестве Люка Гэллоуза. В сюжетном режиме «Road to Wrestlemania» за Мики Джеймс, Миз упоминает Кэндис Мишель в конкурсе бикини, но сама Дива не была использована в игре.

## Разработка
Первый анонс игры был сделан в мае 2009 года, когда во время совещаний с инвесторами, THQ подтвердила желание выпустить продолжение серии в этом году. Официальный анонс разработки был сделан лицами от WWE, Yuke’s и THQ 1 июня 2009 года на E3
Игровым физическим движком в этой игре стал Havok. В подкасте с участием IGN, игровой дизайнер THQ Брайан Вильямс сообщил, что этот движок изначально был использован для усовершенствования мелких деталей и взаимодействия с рингом и объектами, а позже был взят за основу игрового движка. Использование движка Havok было официально подтверждено THQ на конференции разработчиков в марте 2009 года в Остине, Техасе.
Серьёзным графическим усовершенствованиям подверглись повреждения на телах рестлеров — удары оставляли покраснения на туловище, а кровь распространялась с лица и туловища пострадавшего на руки и тело оппонента.

### Саундтрек
В игре использовано 8 лицензированных тем, исполнителями которых являются Adelitas Way, Lynyrd Skynyrd, The Parlor Mob, Sick Puppies, Skillet и Trivium.
| Artist         | Song                |
| -------------- | ------------------- |
| Lions          | «Start Movin'»      |
| Lynyrd Skynyrd | «Still Unbroken»    |
| The Parlor Mob | «Hard Times»        |
| Sick Puppies   | «You’re Going Down» |
| Trivium        | «Down From The Sky» |
| Skillet        | «Hero»              |
| Skillet        | «Monster»           |
| Adelitas Way   | «Invincible»        |

### Реклама и релиз
Игра продвигалась под слоганом «Это твой мир», ссылаясь на новые возможности изменений игроками Первое геймплейное видел появилось 11 августа в эфире шоу «Поздняя ночь с Джимми Фэллоном» (англ. «Late Night with Jimmy Fallon»).
Трейлер с показом новых креативных возможностей появился на GameSpot 20 августа. В предыдущие годы различные изменения представлялись гораздо раньше, например, в апреле. Сделано это было для того, чтобы показать как можно больше изменений и информации об игре (в апреле игра только вступает в стадию разработки, и информации гораздо меньше), но так же для предотвращения пересечения с любыми представлениями другой игры от THQ и Yuke’s, WWE Legends of WrestleMania, выпущенной в том же году. Телевизионная реклама появилась в октябре. В ней появились Келли Келли, Кофи Кингстон и Джон Сина, музыкальным сопровождением стала песня «Step Up (I’m On It)» группы «Maylene & The Sons of Disaster».
Некоторые магазины предлагали специальные бонусы за предзаказы. GameStop, EB Games и Game давали специальный код для разблокирования рестлера Стив Остин бесплатно. Другие магазины давали чит-коды для разблокировки арен или рестлеров; так, Play.com предлагал код для открытия Рока, а Amazon.co.uk доставлял игру по предзаказу вместе с двумя закулисными локациями, офисом Винса МакМэна и студией Джона Моррисона и Миза (Dirt Sheet). Не всегда в качестве бонуса давались предметы игры — при заказе в HMV, игроки получали DVD о Халке Хогане.
Дата релиза была объявлена в июне 2009 года — в Америке игра должна была выйти 10 ноября 2009 года. Но позже дата релиза была сдвинута на 20 октября того же года. В демонстрационную версию игры желающие могли поиграть на SummerSlam Axxess на протяжении 22 и 23 августа. Тем не менее, демоверсия игры не появилась на домашних консолях, как это было в прошлые годы.

## Отзывы
| Сводный рейтинг    | Сводный рейтинг | Сводный рейтинг | Сводный рейтинг | Сводный рейтинг | Сводный рейтинг | Сводный рейтинг |
| Издание            | Оценка          | Оценка          | Оценка          | Оценка          | Оценка          | Оценка          |
| Издание            | DS              | PS2             | PS3             | PSP             | Wii             | Xbox 360        |
| ------------------ | --------------- | --------------- | --------------- | --------------- | --------------- | --------------- |
| GameRankings       | 73 %            | 80 %            | 80,60 %         | 83 %            | 79,00 %         | 81,29 %         |
| Metacritic         | 75/100          | N/A             | 82/100          | N/A             | 80/100          | 80/100          |
| Иноязычные издания |                 |                 |                 |                 |                 |                 |
| Издание            | Оценка          | Оценка          | Оценка          | Оценка          | Оценка          | Оценка          |
| Издание            | DS              | PS2             | PS3             | PSP             | Wii             | Xbox 360        |
| 1UP.com            | N/A             | N/A             | B+              | N/A             | N/A             | B+              |
| GamePro            | N/A             | N/A             | 4,5/5           | N/A             | N/A             | N/A             |
| GameRevolution     | N/A             | N/A             | B               | N/A             | N/A             | B               |
| GameSpot           | N/A             | N/A             | 7,5/10          | N/A             | 7,0/10          | 7,5/10          |
| GamesRadar+        | N/A             | N/A             | 9/10            | N/A             | N/A             | 9/10            |
| IGN                | 7,9/10          | 8,0/10          | 8,5/10          | 8,3/10          | 8,0/10          | 8,5/10          |
| OXM                | N/A             | N/A             | N/A             | N/A             | N/A             | 7,5/10          |
| VideoGamer         | N/A             | N/A             | 8/10            | N/A             | N/A             | 8/10            |

WWE SmackDown vs. Raw 2010 получила в целом благоприятные отзывы от многочисленных игровых изданий. Версия для PlayStation 3 получила оценки 80,60 % и 83 из 100 от GameRankings и Metacritic соответственно. Но в то же время, версия для Xbox 360 получила немного большие оценки на GameRankings — 81,29 %, и чуть меньшие от Metacritic — 80 из 100.
Большинство обзоров было сделано на версии для Xbox 360 и PlayStation 3. GameMaster оценил версию для Xbox 360 на 90 %, дав награду GamesMaster Gold Award, назвав игру «настоящим возвращением вечной серии». Оливер Харли из PlayStation Official Magazine оценил версию для PS3 на 8 из 10, сказав, что геймплей «такой же как и прежде», подметил недостаток шкалы «силы удара», как это представлено в UFC 2009 Undisputed (разработанной так же THQ и Yuke’s), а также похвалил режимы создания за придание игре длительной реиграбельности. Журналист IGN, Грэг Миллер, оценил версии для Xbox 360 и PS3 на 8.5 из 10, сказав, что игра «по-прежнему хромает» в деталях, и что эта игра «не сможет стать величайшей игрой про рестлинг в истории», похвалил улучшения геймплея, креативные режимы, а в конце сказал, что эта игра — «лучшая игра за последние несколько лет». 1Up.com и VideoGames.com назвали WWE SmackDown vs. Raw 2010 лучшей игрой в серии на то время.
Конечно, не обошлось и без критики. Ник Тан из Game Revolution раскритиковал именно девиз — игре лучше подошёл бы слоган «Это твой мир. С некоторыми ограничениями.» — ограничениями были омрачены именно режимы создания. Британское отделение Official Xbox Magazine дало игре чрезвычайно низкую оценку — 6 из 10 — и раскритиковала почти абсолютное отсутствие прогресса.
IGN, наряду с версиями для Xbox 360 и PS3 оценили так же версии для PS2, PSP, Wii и Nintendo DS. Грэг Миллер дал версиям для PS2 и Wii 8.0 из 10, похвалил геймплей и другие нововведения для версии PS2 и назвал версию для Wii лучшей игрой из серии для этой консоли. Помимо этого, Миллер раскритиковал отсутствие поддержки сетевой игры на Wii, отметил, что настройки не позволяют «играть на PSP так же, как играется на PS3», и что «в целом игре по-прежнему не хватает действия». Марк Бозон так же прокомментировал версию для Wii, сказав, что эксклюзивные контроллеры Wii в предыдущих играх делали игру сильнее, теперь же игра перешла на кнопочное управление, что Марку не очень понравилось. Версия для Nintendo DS по версии Бозона была вялой в геймплее, чувствовался недостаток движений суперзвезд, но в то же время переход на кнопки «окупился» и игра стала очень похожей на WWF No Mercy по управлению как никогда раньше.